# Jean Joseph Arnaud
Pour les articles homonymes, voir Arnaud.
Jean Joseph Henri Arnaud est un homme politique français né le 8 janvier 1798 à Draguignan (Var) et décédé le 9 juillet 1866 à Brignoles (Var).

## Biographie
Négociant confiseur à Toulon, il est député du Var de 1848 à 1851, siégeant à gauche avec les républicains modérés.